# Daniel López Ramos
Daniel López Ramos (Jerez de la Frontera, Cádiz, 24 de noviembre de 1976) es un exfutbolista español, y actual director deportivo del Extremadura Unión Deportiva. Su posición natural era la de central, aunque se desempeñó también como lateral izquierdo. 

## Trayectoria
Comenzó su carrera en el Flamenco de Jerez de la Frontera, donde jugó en primera división nacional juvenil. Después pasó por el Xerez CD, primer equipo de la ciudad.
Hasta la temporada 08-09 ha jugado en la U. D. Las Palmas, de la Segunda División de España, siendo uno de los pilares fundamentales de la defensa del club canario.
El día 13 de julio de 2009, López Ramos se desvincula de la U. D. Las Palmas para fichar por el Albacete Balompié.
El 5 de julio de 2010 ficha por el Real Oviedo, con el objetivo de devolver al histórico a la División de Plata del fútbol español. En verano de 2011 ficha por el Málaga CF como ojeador del club.

## Clubes
| Club              | País   | Año       |
| ----------------- | ------ | --------- |
| Xerez CD          | España | 1997-2001 |
| Córdoba CF        | España | 2001-2005 |
| Poli Ejido        | España | 2005-2007 |
| U. D. Las Palmas  | España | 2007-2009 |
| Albacete Balompié | España | 2009-2010 |
| Real Oviedo       | España | 2010-2011 |